# Castilhon (Alps Marítims)
Castilhon (en francès Castillon) és un municipi francès situat al departament dels Alps Marítims i a la regió de Provença – Alps – Costa Blava.

## Demografia
| 1962                                       | 1968 | 1975 | 1982 | 1990 | 1999 | 2006 | 2010 | 2015 | 2020 |
| ------------------------------------------ | ---- | ---- | ---- | ---- | ---- | ---- | ---- | ---- | ---- |
| 82                                         | 97   | 55   | 79   | 187  | 282  | 327  | 372  | 378  | 417  |
| Des de 1962: població sense dobles comptes |      |      |      |      |      |      |      |      |      |

## Administració
| Període   | Identitat        | Partit |
| --------- | ---------------- | ------ |
| 2001-2008 | Daniel Duchassin |        |
| 2008-     | Philippe Rion    |        |